# Олександрівка (Сватівський район)
Олекса́ндрівка —  село в Україні, у Нижньодуванській селищній громаді Сватівського району Луганської області. Населення становить 5 осіб. Орган місцевого самоврядування — Нижньодуванська селищна рада.

## Населення

### Мова
Розподіл населення за рідною мовою за даними перепису 2001 року:
| Мова       | Кількість | Відсоток |
| ---------- | --------- | -------- |
| українська | 16        | 88.89%   |
| російська  | 2         | 11.11%   |
| Усього     | 18        | 100%     |